# Шульце, Герхард
Герхард Шульце (нем. Gerhard Schulze, 14 сентября 1944) — немецкий социолог, почётный профессор Университета Бамберга (факультет социальных и экономических наук).

## Биография
Изучал социологию в Мюнхене и Нюрнберге. С 1978 года вплоть до своей отставки в октябре 2009 года — профессор (методология эмпирических социальных исследований) в Университете Бамберга.
Академические интересы: социальные и культурные изменения, методология проведения эмпирических исследований, социология науки.
В настоящее время участвует в семинарах и конференциях в качестве эксперта, дает интервью научно-популярного характера, занимается консультированием.
Широкую известность в научном сообществе приобрел благодаря разработанному им понятию «общества впечатлений».

## Общество впечатлений
Понятие общества впечатлений разработано Шульце как теоретический концепт, позволяющий отразить современные процессы трансформации потребительских установок и логики социального поведения. Основной установкой для индивида становится интенсивное наполнение своей жизни разного рода переживаниями. «Проживите свою жизнь»(«Наслаждайтесь своей жизнью») — основной постулат теории.